# Javier Ortega Smith
Francisco Javier Ortega Smith-Molina (Madrid, 28 agosto 1968) è un politico ed ex militare spagnolo, ex segretario generale del partito di destra Vox.

## Biografia
Javier Ortega Smith-Molina è nato il 28 agosto 1968 a Madrid, da padre spagnolo (Víctor Manuel Ortega Fernández-Arias) e madre argentina, Ana María Smith-Molina Robbiati (di origine anglo-italiana), e per questo ha la doppia cittadinanza spagnola e argentina. Si è laureato in Giurisprudenza presso l'Università di Alcalá e si è specializzato presso la Scuola di Pratica Legale dell'ICAI - ICADE.
Ha svolto quindi il servizio militare obbligatorio nei Grupos de Operaciones Especiales (GOES), forze speciali dell'esercito spagnolo, nelle quali Ortega Smith ha militato per due anni di stanza nella caserma Rabasa ad Alicante. Lasciata la divisa, è stato avvocato nel dipartimento giudiziario della Fondazione DENAES (Defensa de la Nación Española).

### Attività politica

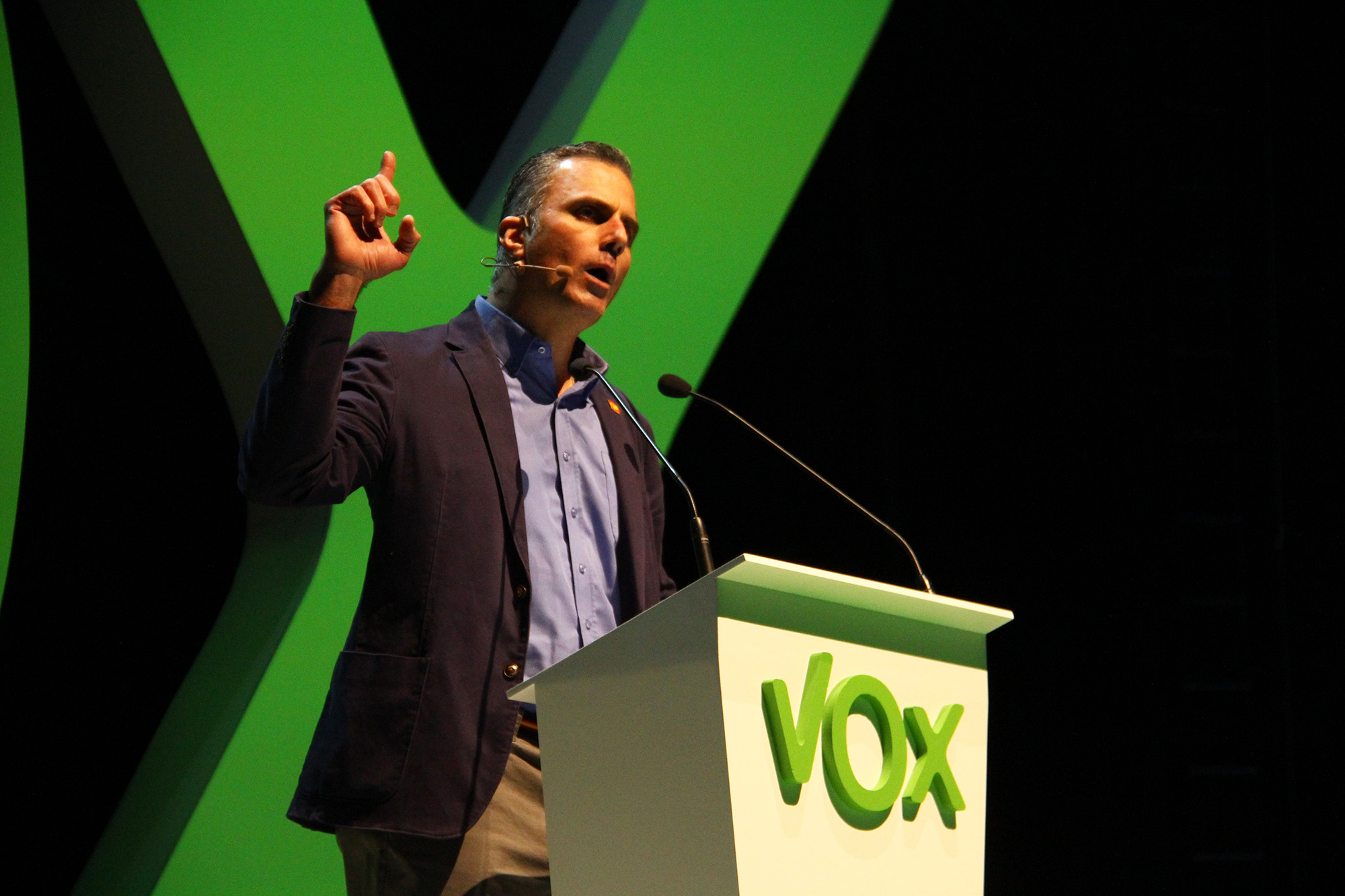
Ortega Smith al Palacio de Vistalegre nel 2018

È stato candidato alle elezioni europee del 1994 nella lista centrista Foro-CDS.
Dal 20 settembre 2014 è segretario generale di Vox. Nelle elezioni municipali del 2015 è stato candidato sindaco di Madrid e alle elezioni generali del 2015 è stato capolista a Madrid per il Senato.
Ha anche esercitato la sezione di advocacy all'interno di Vox e ha assunto un ruolo nell'accusa popolare portata avanti dal partito nel processo giudiziario contro i leader del processo di indipendenza della Catalogna.
Nel giugno 2016 ha partecipato a un'operazione di propaganda insieme ad altri membri di Vox a Gibilterra, esponendo una bandiera spagnola nel territorio britannico d'oltremare e entrando e uscendo a nuoto dalla Rocca.
Dopo le elezioni regionali andaluse del 2018, è stato delegato nazionale del partito a firmare l'accordo con il Partido Popular per la composizione del Consiglio del Parlamento dell'Andalusia che ha concesso a Vox un seggio, frustrando così rapidamente il tentativo di stabilire un "cordone sanitario" attorno al partito di estrema destra dal resto delle forze parlamentari.
Nelle elezioni del 28 aprile 2019 è eletto deputato alle Cortes nelle file di Vox, ed è stato rieletto nelle elezioni del novembre dello stesso anno, con Vox che divenne in quell'occasione il terzo partito spagnolo.